# Музеј Имхотепа
29° 52′ 12″ С; 31° 12′ 58″ И / 29.8700° С; 31.2161° И
Музеј Имхотепа је археолошки музеј смештен у подножју комплекса некрополе у Сакари, у близини Мемфиса у Доњем Египту.

## Историја
Музеј Имхотепа, који је име добио по древном египатском архитекти Имхотепу, отворили су 26. априла 2006. Сузана Мубарак (супруга тадашњег председника Хоснија Мубарака) и Бернадет Ширак. Имхотеп је познат по томе што је први Египћанин који је изградио монументалну грађевину од камена: степенасту пирамиду фараона Џосера, која се налази у Сакари, а саграђена је током 3. династије.
Изграђен као део стратешког програма управљања локалитетима Врховног савета за антиквитете, климатизовани музеј Имхотепа пружа сигурнији простор за складиштење од традиционалних магацина смештених на археолошким налазиштима. У музеју су артефакти лакше заштићени од крађе и чувају се у климатски контролисаним условима.
Пројекат музејског локалитета у Сакари замишљен је 1990. године, али покренут је тек 1997. године након што су власти утврдиле одговарајуће место на платоу где би музеј могао неупадљиво да се постави тако да не нарушава изглед околине. Изградња је завршена 2003. године.